# Masker van Droefheid

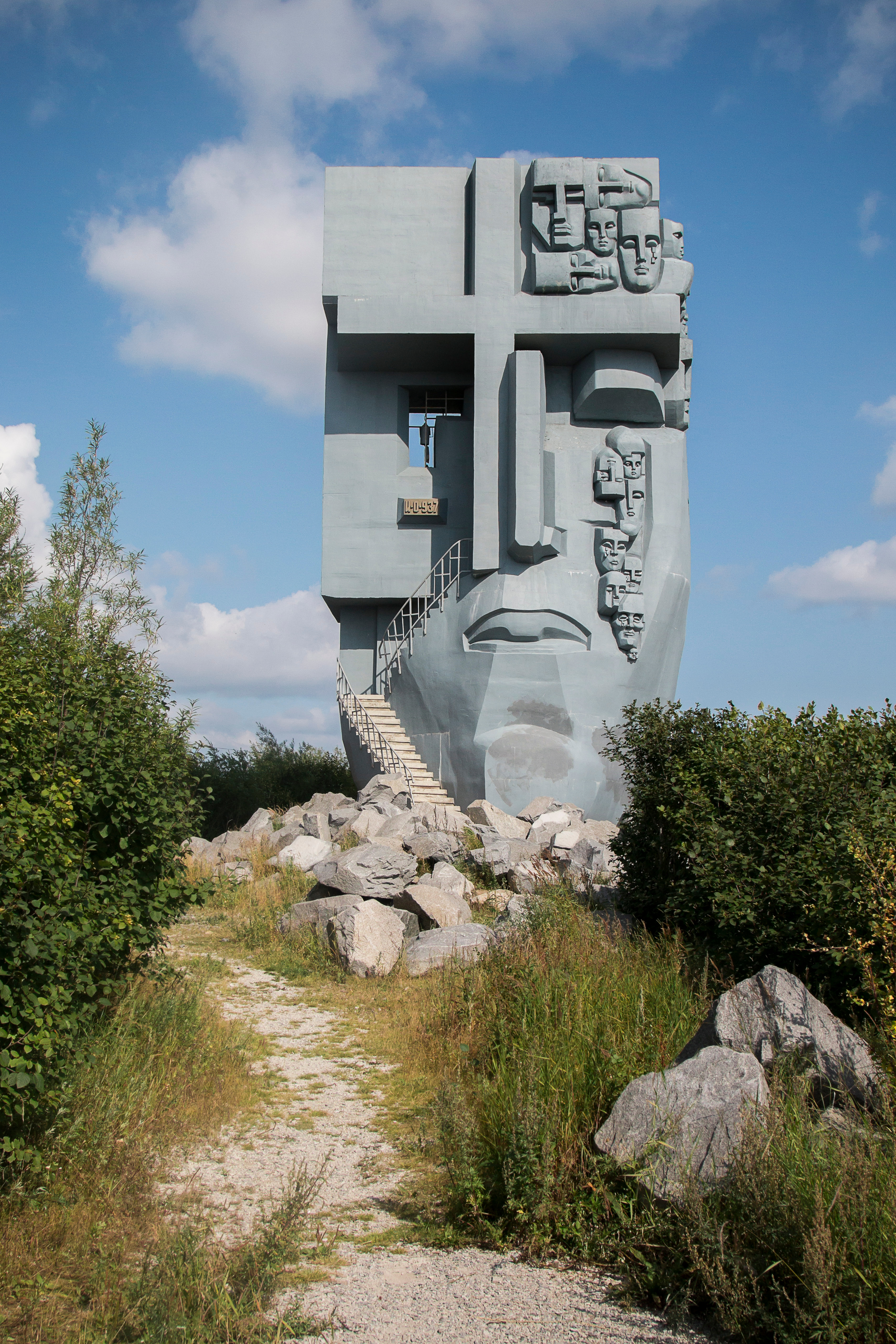

Het Masker van Droefheid (Russisch: Маска скорби; Maska skorbi; ook te vertalen als Masker van verdriet of masker van smart) is een monument ter nagedachtenis aan de miljoenen slachtoffers van de Goelagkampen van de Dalstroj van de jaren 30 tot '50 rond de Kolymarivier. Het 15 meter hoge monument staat op een heuvel bij de Russische Verre Oostelijke stad Magadan en bestaat uit een groot stenen gezicht, waarvan tranen lopen uit het linkeroog in de vorm van maskers. Het rechteroog heeft de vorm van een versperd venster. De achterzijde beeldt een jonge huilende vrouw uit en een man aan een kruis zonder hoofd. Aan de binnenzijde is een typische gevangenencel uit de tijd van Stalin nagebouwd.
Het beeld werd ontworpen door de beroemde kunstenaar Ernst Neizvestny, wiens ouders ten prooi vielen aan de grote zuiveringen van de jaren 30. Het beeld werd medegefinancierd door de Russische regering en zeven Russische steden, waaronder Magadan en werd gebouwd door Kamil Kazajev. Het heeft een volume van 56 kubieke meter. Op 12 juni 1996 kwam het beeld gereed.